# 時空の果てで
「時空の果てで」（じくうのはてで、原題: "Hell Bent"）は、イギリスのSFドラマ『ドクター・フー』第9シリーズ第12話にして最終話。2015年12月5日に BBC One で初放送された。脚本はスティーヴン・モファット、監督はレイチェル・タラレイが務めた。
本作では、異星人のタイムトラベラー12代目ドクター（演:ピーター・カパルディ）が自らの種族タイムロードによる監獄を脱出して惑星ガリフレイに到達し、新たな大統領に就任する。彼はタイムロードの間で予言されている、ガリフレイの廃墟に立つとされるハイブリッドの知識を使い、コンパニオンのクララ・オズワルド（演:ジェナ・ルイーズ・コールマン）の命を救おうと奔走する。その過程で宇宙の終焉に辿り着いた彼は、不老不死の存在として生き延びていたアシルダ（演:メイジー・ウィリアムズ）と遭遇し、自分自身とクララが2人で1人のハイブリッドと化したことを指摘される。

## 連続性
ガリフレイ脱出のためにクララとドクターが盗んだターディスの内装は、An Unearthly Child（1963年）で登場した最初のターディスの内装がモデルになっている。また、ラシロンは「時の終わり」（2009年 - 2010年）以来の再登場を果たす。クララは極性を反転させたというフレーズを口にしており、これは3代目ドクターをはじめとするドクターが頻繁に口にしていたものである。ガリフレイに到達したドクターが訪れた納屋は、彼が幼少期を過ごし（「聞いて」）、後に終末兵器モメントを起動しようとした（「ドクターの日」）場所である。
ハイブリッドがドクターとクララの2人のことであると明言される前に、アシルダはドクターが半人間半タイムロードのハイブリッドではないかと仮定している。8代目ドクターは1996年のテレビ映画で同様の主張をしていた。アシルダがターディスのドアを4回ノックした際、ドクターは「いつも4回だ」と指摘している。これは10代目ドクターの死について「彼は4回ノックする」と予言されていたことを反映している。ドクターがクララの記憶を消去することを決めた際、以前にもテレパシーを使って同じことをしたと彼は告げている。これは10代目ドクターが「旅の終わり」（2008年）でドナ・ノーブルの旅の記憶を消したことを指している。最終的にクララの策略でドクターがクララの記憶を失うことになるが、その後彼が訪れたクララのレストランは「ドクターからの招待状」（2011年）で11代目ドクターが訪れたレストランと同じ内装をしている。そのエピソードでは当時のコンパニオンのエイミー・ポンドとローリー・ウィリアムズも店を訪れており、12代目ドクターはその2人にも言及している。
「魔術師の弟子」でミッシーはクロイスター戦争について、ドクターが月と大統領の妻を盗んだとして言及していた。彼は本作でその言及について訂正を入れており、大統領の妻ではなく娘だったこと、そして月は盗んだのではなく失ったのだと主張している。
ドクターがレストランに向かって歩く場面では、フォクシス版の「ドント・ストップ・ミー・ナウ」が流れている。この歌は「オリエント急行のミイラ」でも使用された。店内でドクターがエレクトリック・ギターで演奏した曲はクララのテーマ曲のアレンジである。この曲はマレイ・ゴールドが作曲し、クララ役のコールマンが初めて『ドクター・フー』に出演した「ダーレク収容所」（2012年）で最初に流れた。また、12代目ドクターは "Bad Wolf" のライトモティーフも演奏している。

## 製作
「時空の果てで」の台本の読み合わせは2015年8月4日に行われ、撮影は2015年8月10日に開始された。ネバダ州やガリフレイでの屋外のシーンはスペインのカナリア諸島のフエルテベントゥラ島で8月下旬に3日をかけて撮影された。

### 配役
メイジー・ウィリアムズは「死んだ少女」・「生き続けた少女」・「カラスに立ち向かえ」でアシルダ役、ケン・ボーンズは「ドクターの日」で将軍役、クレア・ヒギンス は「ドクター前夜」と「魔術師の弟子」でオヒラ役を演じており、それぞれの役で再出演した。「時の終わり」でラシロン役を演じたティモシー・ダルトンも再出演を依頼されたが、撮影に参加できず、ドナルド・サンプターが演じることとなった。彼は The Wheel in Space（1968年）でエンリコ・カザーリ役を、The Sea Devils（1972年）でリッジウェイ司令官役を演じていた。「魔術師の弟子」「魔法使いの友」でコロニー・サーフ役を、「影に捕らわれて」でヴェール役を演じたジェイミー・リード＝クオレル もスライダー役で再出演した。

## 放送と反応
イギリスでの「時空の果てで」のリアルタイム視聴者数は447万人、番組視聴占拠率は20.0%を記録した。Appreciation Index は82であった。タイムシフト視聴者を加算すると最終合計視聴者数は617万人に達した。

### 批評家の反応
| 専門評論家によるレビュー | 専門評論家によるレビュー |
| レビュー・スコア         | レビュー・スコア         |
| 出典                     | 評価                     |
| ------------------------ | ------------------------ |
| The A.V. Club            | A-                       |
| ペースト                 | 9.0                      |
| SFX                      | [ 12 ]                   |
| TV Fanatic               | [ 13 ]                   |
| IGN                      | 9.3                      |
| ニューヨーク・マガジン   | [ 15 ]                   |
| ラジオ・タイムズ         | [ 16 ]                   |

「時空の果てで」は批評家から肯定的にレビューされた。
デジタル・スパイのモーガン・ジェフェリーは「いくつかの点ではスリリングで心を打った」と述べたが、「人々の記憶に残るであろう不安定なクライマックスであり、残念ながらエピソードの多くの、そして様々な良い点に影を落としてしまうことになりかねない」と批評した。デン・オブ・ギークのサイモン・ブリューは「首尾一貫していて、オタクっぽく、時に素晴らしく、時に少しイライラしながらも、常に見応えのあるテレビ作品」だったと主張した。インデペンデント紙のエイミー・バーンズは、情緒的でユーモラスなエピソードだが、起きていることの半分しか理解できなかったとコメントした。
なお、全ての批評家が肯定的だったわけではない。Cult Fix のジョン・ハッセーはクララの再登場を批判し、「『カラスに立ち向かえ』はクララの詩的な結末であり、そこで終わらせておくべきだった。タイミーワイミーなナンセンスで引きずるべきではなかった」と述べた。さらに彼は第9シリーズのストーリー・アークであったハイブリッド問題が解決されていないことを批判し、「シリーズにほとんど寄与せず、純粋な憶測以上に壮観なものは何もなかった。我々は本来のスタート地点に戻ってしまった」とコメントした。